# Белфиоре (Венеција)
Белфиоре (итал. Belfiore) је насеље у Италији у округу Венеција, региону Венето.
Према процени из 2011. у насељу је живело 624 становника. Насеље се налази на надморској висини од 2 м.